# مهدی دهقان نژاد
مهدی دهقان نژاد (زادهٔ ۱۷ آذر ۱۳۷۸ بردسکن) بازیکن فوتسال اهل ایران است که برای باشگاه فوتسال گهر زمین سیرجان و تیم ملی فوتسال ایران بازی می‌کند.

## سوابق باشگاهی
مهدی دهقان نژاد بازیکن فوتسال باشگاه فرش آرا مشهد و عضو تیم ملی فوتسال می‌باشد.
مهدی دهقان نژاد به تیم گیتی پسند اصفهان پیش از شروع فصل رقابتی ۱۴۰۳ در مسابقات جام سفیر مصدوم شد.